# دوریان مک‌منمی
دوریان مک‌منمی (به انگلیسی: Dorian Mcmenemy) (زادهٔ ۱۸ اکتبر ۱۹۹۶) شناگر اهل جمهوری دومینیکن است.